# Paris sexdagars

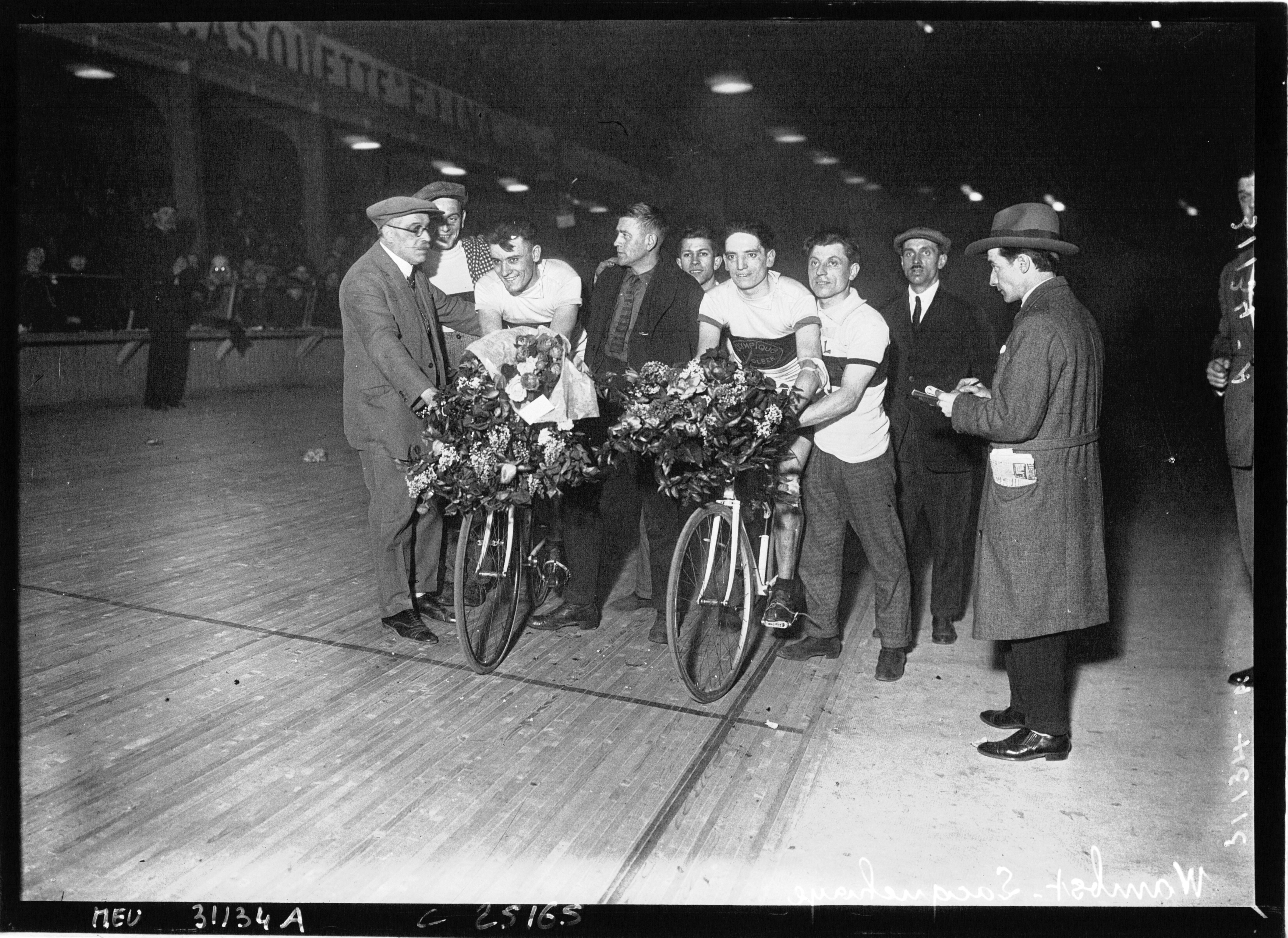
Charles Lacquehay och Georges Wambst efter segern 1926.

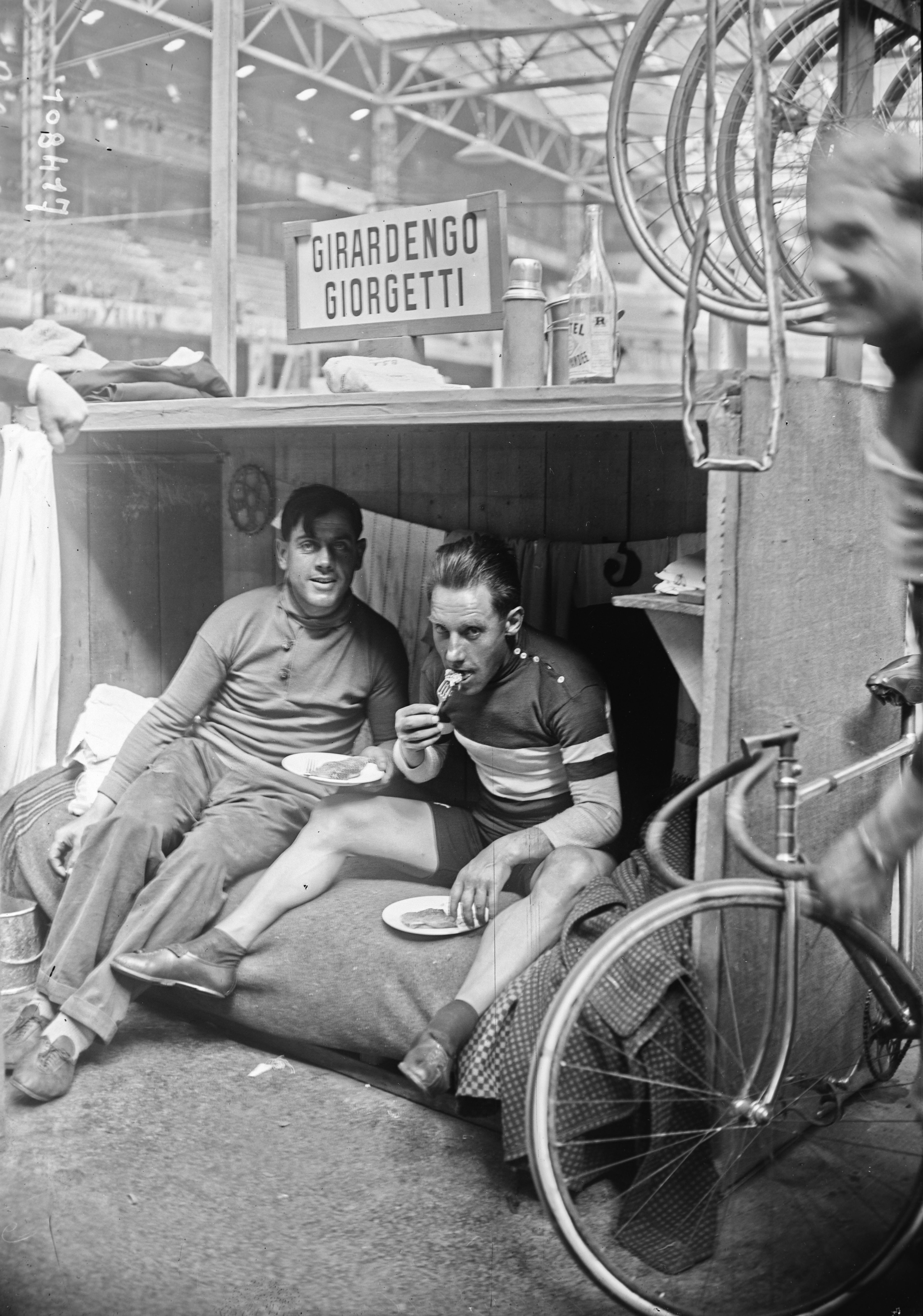
Costante Girardengo intar en måltid i sin tillfälliga bostad på innerplanen, medan lagkamraten (Franco Giorgetti) cyklar in varv åt paret ute på banan (1926).

Paris sexdagars, Six Jours de Paris, var ett franskt sexdagarslopp (bancykling). Första upplagan kördes den 13–19 januari 1913 i Vélodrome d'Hiver och därefter hölls det årligen (ibland två gånger), med undantag för uppehåll under de båda världskrigen, till och med 1958, då sista loppet kördes från den sjunde till tolfte november. Kort efter loppet 1958 brann det i Vélodrome d'Hiver och under den påföljande sommaren revs byggnaden. Loppet återupplivades 1984 i den då nybyggda Palais Omnisports de Paris-Bercy (och var denna arenas invigningstävling med start den 3 februari och invigningstal av Jacques Chirac), men lades åter ner efter 1989.

## Podieplaceringar
| År              | Guld                                                 | Silver                                              | Brons                                               |
| 1913            | Alfred Goullet Joe Fogler                            | Victor Dupré Octave Lapize                          | Robert Walthour George Wiley                        |
| 1914            | Léon Hourlier Léon Comès                             | Alfred Goullet Alfred Grenda                        | André Perchicot Oscar Egg                           |
| 1915–1920       | Ej arrangerat                                        |                                                     |                                                     |
| 1921            | Oscar Egg Georges Sérès                              | Émile Aerts Alfons Spiessens                        | Marcel Dupuy Jules Miquel                           |
| 1922            | Émile Aerts Georges Sérès                            | Alfred Grenda Reginald McNamara                     | Alfred Beyl Louis Billard                           |
| 1923            | Piet van Kempen Oscar Egg                            | Jean Chardon Georges Vandenhove                     | Aloïs Persyn Pierre Vandevelde                      |
| 1924            | Émile Aerts Georges Sérès                            | Maurice Brocco César Debaets                        | Charles Deruyter Pierre Sergent                     |
| 1925            | Piet van Kempen Alfred Beyl                          | Oscar Egg Lucien Louet                              | Maurice Dewolf Henri Stockelynck                    |
| 1926            | Charles Lacquehay Georges Wambst                     | André Marcot Etienne Putzeis                        | Maurice Dewolf Henri Stockelynck                    |
| 1927            | Émile Aerts Reginald McNamara                        | Georges Vandenhove René Vandenhove                  | Henri Aerts Noël Duvivier                           |
| 1928 (april)    | Charles Lacquehay Georges Wambst                     | Gabriel Marcillac Georges Faudet                    | Piet van Kempen André Raynaud                       |
| 1928 (augusti)  | Onésime Boucheron Alessandro Tonani                  | Lucien Choury Louis Fabre                           | Hubert Opperman François Urago                      |
| 1929            | André Raynaud Octave Dayen                           | Costante Girardengo Pietro Linari                   | Georges Faudet Lucien Louet                         |
| 1930            | Charles Pélissier Armand Blanchonnet                 | Harry Horan Paul Buschenhagen                       | Lucien Choury Louis Fabre                           |
| 1931            | Pietro Linari Alfredo Dinale                         | Piet van Kempen Jan Pijnenburg                      | Georges Coupry Onésime Boucheron                    |
| 1932            | Piet van Kempen Jan Pijnenburg                       | Adolphe Charlier Roger Deneef                       | Georges Wambst Paul Broccardo                       |
| 1933            | Paul Broccardo Marcel Guimbretiere                   | Jan Pijnenburg Cor Wals                             | Pietro Linari Learco Guerra                         |
| 1934            | Jan Pijnenburg Cor Wals                              | Jean Aerts Adolphe Charlier                         | Albert Buysse Roger Deneef                          |
| 1935 (mars)     | Paul Broccardo Marcel Guimbretiere                   | Jan Pijnenburg Cor Wals                             | Adolphe Charlier Roger Deneef                       |
| 1935 (november) | Maurice Archambaud Roger Lapébie                     | Learco Guerra Giuseppe Olmo                         | Romain Maes Sylvère Maes                            |
| 1936            | Kees Pellenaars Adolf Schön                          | Emile Ignat Emile Diot                              | Maurice Archambaud Roger Lapébie                    |
| 1937            | Cor Wals Albert Billiet                              | Learco Guerra Raffaele Di Paco                      | Arthur Sérès René Bouchard                          |
| 1938            | Karel Kaers Albert Billiet                           | Emile Ignat Emile Diot                              | Jan Pijnenburg Cor Wals                             |
| 1939            | Albert Buysse Albert Billiet                         | René Bouchard Kees Pellenaars                       | Dirk Groenewegen Camiel Dekuysscher                 |
| 1940–1945       | Ej arrangerat                                        |                                                     |                                                     |
| 1946            | Gerrit Schulte Gerrit Boeyen                         | Arthur Sérès Guy Lapébie                            | Achiel Bruneel Omer De Bruycker                     |
| 1947            | Achiel Bruneel Robert Naeye                          | Hans Knecht Ferdinand Kübler                        | Jacques Girard Raymond Louviot                      |
| 1948            | Arthur Sérès Guy Lapébie                             | Gerrit Schulte Gerrit Boeyen                        | Albert Bruylandt René Adriaenssens                  |
| 1949            | Guy Lapébie Achiel Bruneel                           | Albert Bruylandt René Adriaenssens                  | Marcel Kint Rik Van Steenbergen                     |
| 1950            | Gerrit Schulte Gerrit Peters                         | Guy Lapébie Achiel Bruneel                          | Hugo Koblet Armin von Büren                         |
| 1951            | Albert Bruylandt René Adriaenssens                   | Achiel Bruneel Josef De Beuckelaer                  | Raymond Goussot Rik Van Steenbergen                 |
| 1952            | Achiel Bruneel Rik Van Steenbergen                   | Gerrit Schulte Gerrit Peters                        | Alfred Strom Reginald Arnold                        |
| 1953            | Gerrit Schulte Gerrit Peters                         | Achiel Bruneel Rik Van Steenbergen                  | Oscar Plattner Hans Hörmann                         |
| 1954            | Roger Godeau Georges Senfftleben                     | Lucien Gillen Ferdinando Terruzzi                   | Émile Carrara Dominique Forlini                     |
| 1955            | Reginald Arnold Sidney Patterson Russell Mockridge   | Gerrit Schulte Gerrit Peters Jan Derksen            | Emile Severeyns Paul Depaepe Leon Van Daele         |
| 1956            | Oscar Plattner Jean Roth Walter Bücher               | Lucien Acou Leon Van Daele Arsène Rijkaert          | Georges Senfftleben Pierre Michel Dominique Forlini |
| 1957            | Jacques Anquetil André Darrigade Ferdinando Terruzzi | Louison Bobet Georges Senfftleben Dominique Forlini | Willy Vannitsen Leon Van Daele Alfred De Bruyne     |
| 1958            | Jacques Anquetil André Darrigade Ferdinando Terruzzi | Émile Carrara Georges Senfftleben Mino De Rossi     | Pierre Brun Dominique Forlini Jean Forestier        |
| 1959–1983       | Ej arrangerat                                        |                                                     |                                                     |
| 1984 (februari) | Bernard Vallet Gert Frank                            | Francesco Moser Dietrich Thurau                     | Constant Tourné Etienne De Wilde                    |
| 1984 (november) | René Pijnen Francesco Moser                          | Gert Frank Bernard Vallet                           | Danny Clark Gary Wiggins                            |
| 1985            | Etienne De Wilde Constant Tourné                     | Anthony Doyle Stephen Roche                         | Gert Frank Bernard Vallet                           |
| 1986            | Danny Clark Bernard Vallet                           | Anthony Doyle Charly Mottet                         | Guido Bontempi Francesco Moser                      |
| 1987            | Ej arrangerat                                        |                                                     |                                                     |
| 1988            | Danny Clark Anthony Doyle                            | Pierangelo Bincoletto Francesco Moser               | Laurent Biondi Bernard Vallet                       |
| 1989            | Etienne De Wilde Charly Mottet                       | Urs Freuler Laurent Fignon                          | Pierangelo Bincoletto Adriano Baffi                 |